# ジャン・セーニュマルタン
ジャン・セーニュマルタン（Jean Seignemartin,1848年4月16日 - 1875年11月29日）はフランスの画家である。27歳で結核で死亡した。「リヨン派」の画家の一人に数えられる。

## 略歴
リヨンで、織物職人の息子に生まれた。早くから美術の才能を示し、12歳になった1860年にリヨン高等美術学校に入学し、ミシェル・ジェノー(Michel Philibert Genod:1795-1862)やジョゼフ・ギシャール(Joseph Guichard:1806-1880)に学んだ。1865年に金賞("Laurier d'or")を受賞して卒業し、友人となったヴェルネイ(François Vernay:1821-1896)のスタジオで画家として働き始めた。
1870年に普仏戦争が始まると、召集され、パリの浮橋の部隊に配属され、冬でも水中に入らなければならない軍務は結核を発病させた。兵役から戻った後、アントワーヌ・スブレ（Antoine Sublet:1821-1897)の助手として、フリゴレ修道院の装飾画を描いた。リヨンにスタジオを開き、医師や銀行家のパトロンから支援を受けた。
1874年にパトロンの医師と療養のためアルジェに移った。アルジェではアルジェの高等美術学校で教師をしていたアルベール・ルブールと知り合い、ルブールに影響を与えた。翌年、一旦リヨンに帰国するが医師の診断によりで再びアルジェリアに戻りその年の冬死亡した。

## 作品

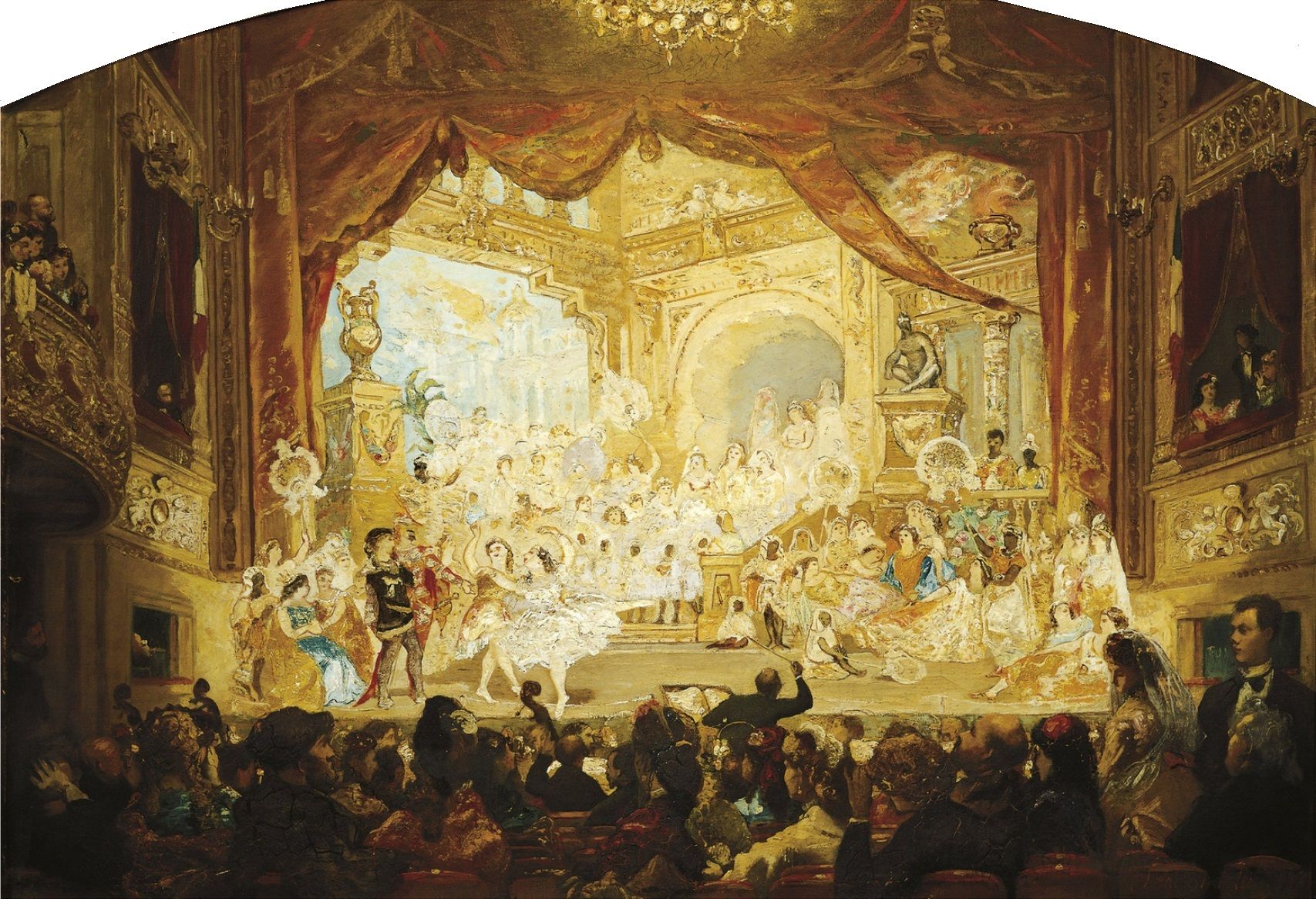
「バレー」(1871)
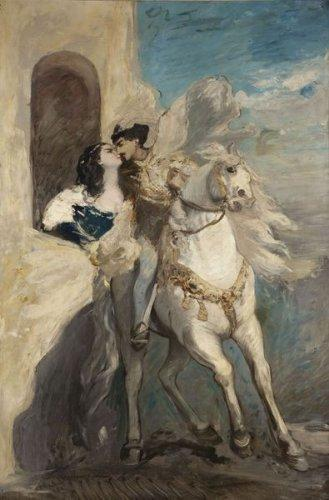
「別れのキス」
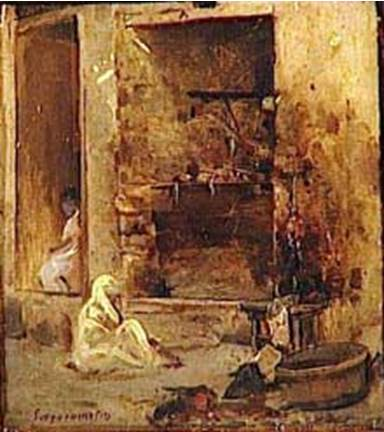
アルジェの肉屋